# بيراليدا دي لا ماتا
بلدية بيراليدا دي لا ماتا (بالإسبانية: Peraleda de la Mata)‏، هي بلدية تقع في مقاطعة قصرش والتي تقع في منطقة إكستريمادورا، غرب إسبانيا.
يبلغ عدد سكانها 1.506 نسمة وفقاً لإحصائية سنة (2002).